# .gb
.gb je internetová národní doména nejvyššího řádu určená pro Velkou Británii.
Byla zavedena ve stejné době jako druhá doména pro Velkou Británii, a to .uk. Nebyl o ni zájem jako o .uk, takže se přestala používat.